# 米哈伊洛大公街

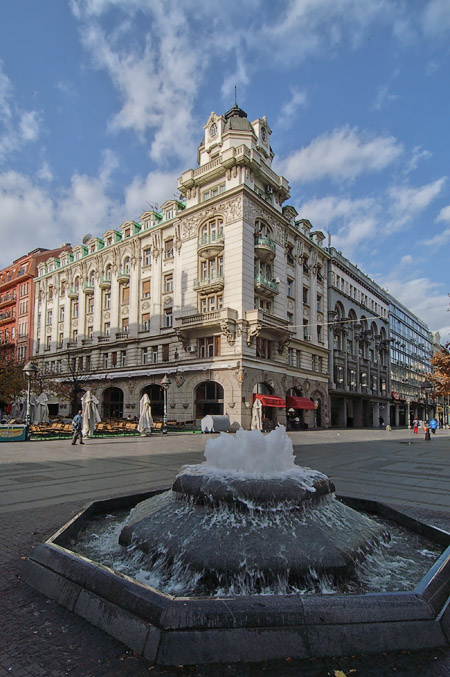
米哈伊洛大公街

米哈伊洛大公街（Ulica Knez Mihailova）是贝尔格莱德主要的步行商业街，1870年命名。沿街有许多令人印象深刻的19世纪70年代建成的建筑，当时贝尔格莱德最有影响力和最富有的家庭在此建造住宅。1979年，长1公里的米哈伊洛大公街作为该市最古老和最有价值的标志之一，列入国家保护的历史文化保护单位。

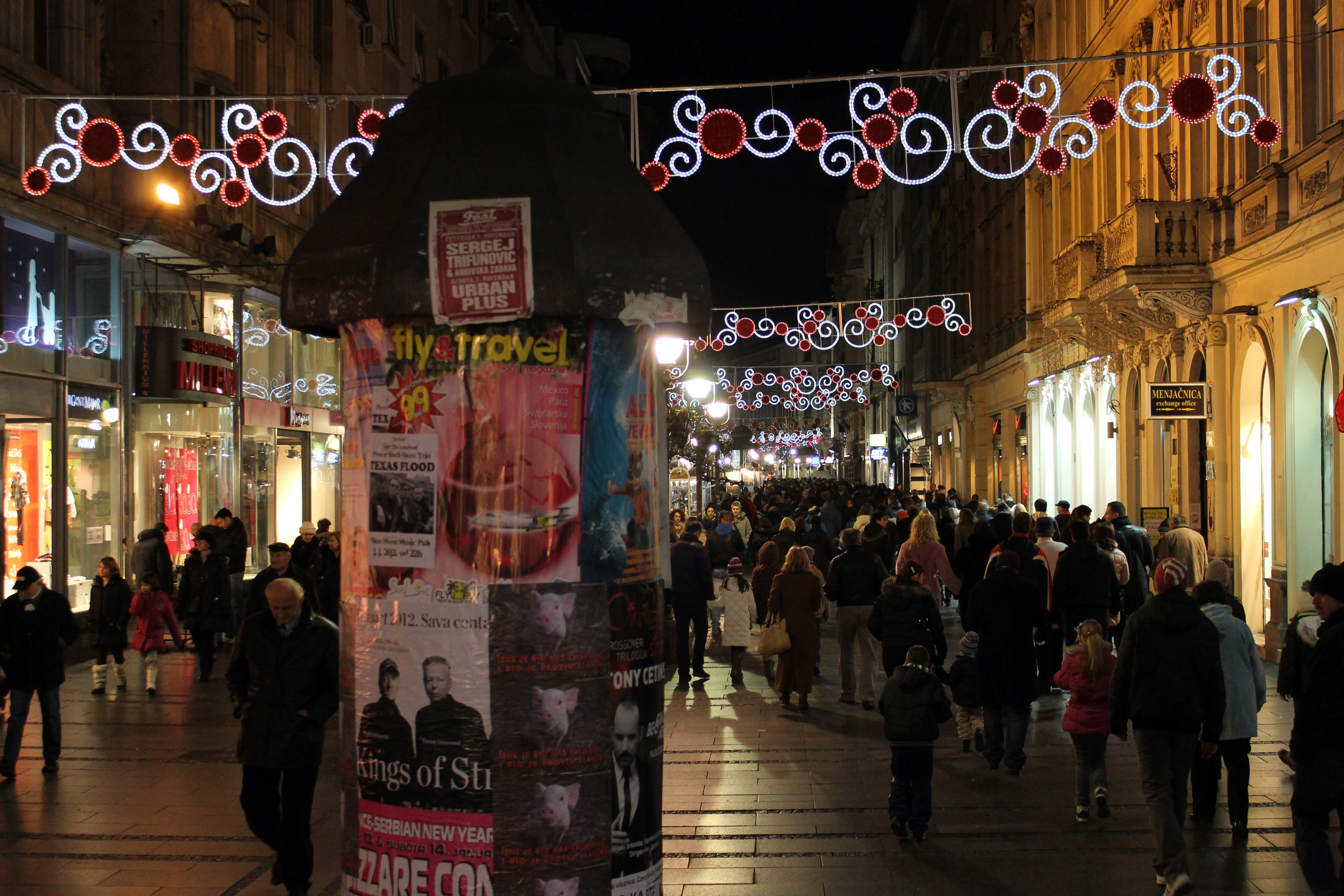